# Peter Lundgren
Peter Lundgren (ur. 28 stycznia 1965 w Sundsvall, zm. 22 sierpnia 2024) – szwedzki tenisista i trener tenisa, reprezentant w Pucharze Davisa.

## Kariera tenisowa
Karierę zawodową Lundgren rozpoczął w 1983 roku, a zakończył w 1995 roku. W grze pojedynczej wywalczył trzy tytuły rangi ATP World Tour oraz osiągnął trzy finały.
W grze podwójnej Szwed zwyciężył w trzech imprezach o randze ATP World Tour i doszedł do siedmiu finałów, w tym do finału Australian Open z 1988 roku w parze z Jeremym Batesem. Finałowe spotkanie debel przegrał z Rickiem Leachem i Jimem Pughem.
W 1990 i 1991 roku Lundgren reprezentował Szwecję w Pucharze Davisa grając w dwóch meczach deblowych, z których w jednym wygrał.
W rankingu gry pojedynczej Lundgren najwyżej był na 25. miejscu (16 grudnia 1985), a w klasyfikacji gry podwójnej na 36. pozycji (26 listopada 1990).
Po zakończeniu kariery Szwed rozpoczął karierę trenerską. W 1996 roku został trenerem Marcelo Ríosa pomagając awansować Chilijczykowi do czołowej dziesiątki rankingu. Od 1997 roku Lundgren współpracował ze szwajcarską federacją tenisową w szkoleniu juniorów. Między 2000 a 2003 rokiem pracował z Rogerem Federerem, który w tym czasie wygrał swój pierwszy wielkoszlemowy tytuł, Wimbledon z 2003 roku. W 2005 roku doprowadził Marata Safina do zwycięstwa w Australian Open. Od września 2006 roku, przez kolejne dwa lata, prowadził brytyjski zespół w Pucharze Davisa. W kolejnych latach trenował, w 2008 roku Markosa Pagdatisa, od 2009 roku Grigora Dimitrowa, i od sierpnia 2010 roku do września 2011 roku Stanislasa Wawrinkę.

### Finały w turniejach ATP World Tour
| Nazwa                        |
| ---------------------------- |
| Wielki Szlem                 |
| Igrzyska olimpijskie         |
| ATP Tour World Championships |
| ATP Masters Series           |
| ATP Championship Series      |
| ATP World Series             |

#### Gra pojedyncza (3–3)
| Końcowy wynik | Nr | Data                 | Turniej       | Nawierzchnia    | Przeciwnik      | Wynik finału  |
| ------------- | -- | -------------------- | ------------- | --------------- | --------------- | ------------- |
| Zwycięzca     | 1. | 27 października 1985 | Kolonia       | Twarda (hala)   | Ramesh Krishnan | 6:3, 6:2      |
| Zwycięzca     | 2. | 30 sierpnia 1987     | Rye Brook     | Twarda          | John Ross       | 6:7, 7:5, 6:3 |
| Zwycięzca     | 3. | 4 października 1987  | San Francisco | Dywanowa (hala) | Jim Pugh        | 6:1, 7:5      |
| Finalista     | 1. | 6 listopada 1988     | Sztokholm     | Twarda (hala)   | Boris Becker    | 4:6, 1:6, 1:6 |
| Finalista     | 2. | 16 lipca 1989        | Newport       | Trawiasta       | Jim Pugh        | 4:6, 6:4, 2:6 |
| Finalista     | 3. | 19 sierpnia 1990     | Indianapolis  | Twarda          | Boris Becker    | 3:6, 4:6      |

#### Gra podwójna (3–7)
| Końcowy wynik | Nr | Data                 | Turniej                    | Nawierzchnia  | Partner         | Przeciwnicy                      | Wynik finału  |
| ------------- | -- | -------------------- | -------------------------- | ------------- | --------------- | -------------------------------- | ------------- |
| Finalista     | 1. | 27 października 1985 | Kolonia                    | Twarda (hala) | Jan Gunnarsson  | Alex Antonitsch Michiel Schapers | 4:6, 5:7      |
| Finalista     | 2. | 6 kwietnia 1986      | Kolonia                    | Twarda (hala) | Jan Gunnarsson  | Kelly Evernden Chip Hooper       | 4:6, 7:6, 3:6 |
| Zwycięzca     | 1. | 12 października 1986 | Tel Awiw                   | Twarda        | John Letts      | Christo Steyn Danie Visser       | 6:3, 3:6, 6:3 |
| Finalista     | 3. | 24 stycznia 1988     | Australian Open, Melbourne | Twarda        | Jeremy Bates    | Rick Leach Jim Pugh              | 3:6, 2:6, 3:6 |
| Finalista     | 4. | 21 lutego 1988       | Memphis                    | Twarda (hala) | Mikael Pernfors | Kevin Curren David Pate          | 2:6, 2:6      |
| Zwycięzca     | 2. | 10 lipca 1988        | Newport                    | Trawiasta     | Kelly Jones     | Scott Davis Dan Goldie           | 6:3, 7:6      |
| Finalista     | 5. | 9 października 1988  | Bazylea                    | Twarda (hala) | Jeremy Bates    | Jakob Hlasek Tomáš Šmíd          | 3:6, 1:6      |
| Finalista     | 6. | 29 lipca 1990        | Toronto                    | Twarda        | Broderick Dyke  | Paul Annacone David Wheaton      | 1:6, 6:7      |
| Finalista     | 7. | 5 sierpnia 1990      | Los Angeles                | Twarda        | Paul Wekesa     | Scott Davis David Pate           | 6:3, 1:6, 3:6 |
| Zwycięzca     | 3. | 7 października 1990  | Sydney                     | Twarda (hala) | Broderick Dyke  | Stefan Edberg Ivan Lendl         | 6:2, 6:4      |